# 霍雲
霍雲（かく うん）は、古代中国の前漢時代の人物である。生年不明、紀元前66年死。中郎将、玄菟太守（玄菟郡の太守）。冠陽侯または冠軍侯。宣帝の信任が厚かった大将軍霍光の引き立てで出世したが、霍光の死で冷遇され、皇帝の廃位を計画。発覚して自殺した。

## 生涯
祖父は武帝に仕えた名将霍去病である。父は不明。霍去病の弟霍光が宣帝の重臣で、一族が引き立てられた。霍雲は中郎将となり、弟の霍山が奉車都尉になった。いずれも皇帝のそば近くにいる武官で、中郎将は複数の親衛隊長の一人といった役目である。
地節2年（紀元前68年）春、老いて病んだ霍光は、みずからの封戸の一部をさいて兄の孫、霍山を侯に取り立てるよう宣帝に願った。霍光が死ぬと、宣帝は霍山を尚書に任命し、楽平侯（『史記』では楽成侯）として封じた。
地節3年（紀元前67年）4月、霍雲は1800戸で冠陽侯に封じられた。「驃騎将軍去病は匈奴を撃つのに功があり、封じて冠軍侯とした。死後であったため子侯（霍嬗）を代えて立てたが、病死して後がなかった。春秋の義によれば善を子孫に及ぼすのが善だという。そこで邑三千戸で雲を封じ冠軍侯とする」と詔があった。『漢書』では1800戸で冠陽侯、『史記』では3000戸で冠軍侯と、異なっている。
このように優遇されていた霍雲は、出仕すべき日に病と称し、客を多数連れて狩りをして遊び、人をやって出席したことにした。仕事を怠ったのは霍山も同じであった。兄弟は霍光の子霍禹とともにその懈怠を宣帝に叱責された。
宣帝は自ら政務をみるとともに、霍氏の係累を中央の軍権から遠ざけた。霍雲らは不遇を恨み嘆くうちに、かつて霍光の生前に霍光の妻が宣帝の許皇后（許平君）を毒殺したことを知り、誅殺されるのではないかと恐れた。そんな折りに、霍雲の舅李竟と仲が良い張赦が、李竟に対して霍氏を動かして丞相を殺し宣帝を廃位するようすすめた。密告によって捜査が入ったが、宣帝は張赦ら容疑者を釈放するよう詔を下した。
李竟は罪があって取り調べを受け、その中で霍氏との話が漏れた。霍雲と霍山は宮中での宿衛を禁じられ、自宅にいるよう命じられた。その後、霍雲は玄菟郡の太守に任命された。地節4年（紀元前66年）7月に陰謀が明らかになり、霍雲と霍山は自殺し、一族は殺された。

## 霍山との兄弟関係
『漢書』の「霍光金日磾伝」によれば、雲の弟が山である。同書の「外戚恩沢侯表」には雲が山の弟だとある。本文にあるように、先に列侯になったのは山ではある。